# The Stain
The Stain é um filme de drama mudo americano de 1914 dirigido por Frank Powell e estrelado por Edward José e Thurlow Bergen. Seu elenco também inclui Theda Bara em sua estreia nas telas, embora ela seja creditada com seu nome de nascimento, Theodosia Goodman. A produção foi filmada no Fox Studios em Fort Lee, New Jersey e em locações em Lake Ronkonkoma, New York.

## Elenco
- Edward José como Stevens (mais tarde The Judge)
- Thurlow Bergen como o jovem advogado
- Virginia Pearson como filha de Stevens
- Eleanor Woodruff como esposa de Stevens
- Sam Ryan como o chefe político
- Theodosia Goodman como Gang Moll
- Creighton Hale como escriturário

## Status de preservação
Uma impressão do filme foi descoberta na Austrália na década de 1990 e está preservada na George Eastman House.
Um pequeno fragmento de 19 segundos está disponibilizado no YouTube.